# Dano
Dano – miasto w południowo-zachodniej części Burkiny Faso. Jest stolicą prowincji Ioba.